# کوکوی خالدار

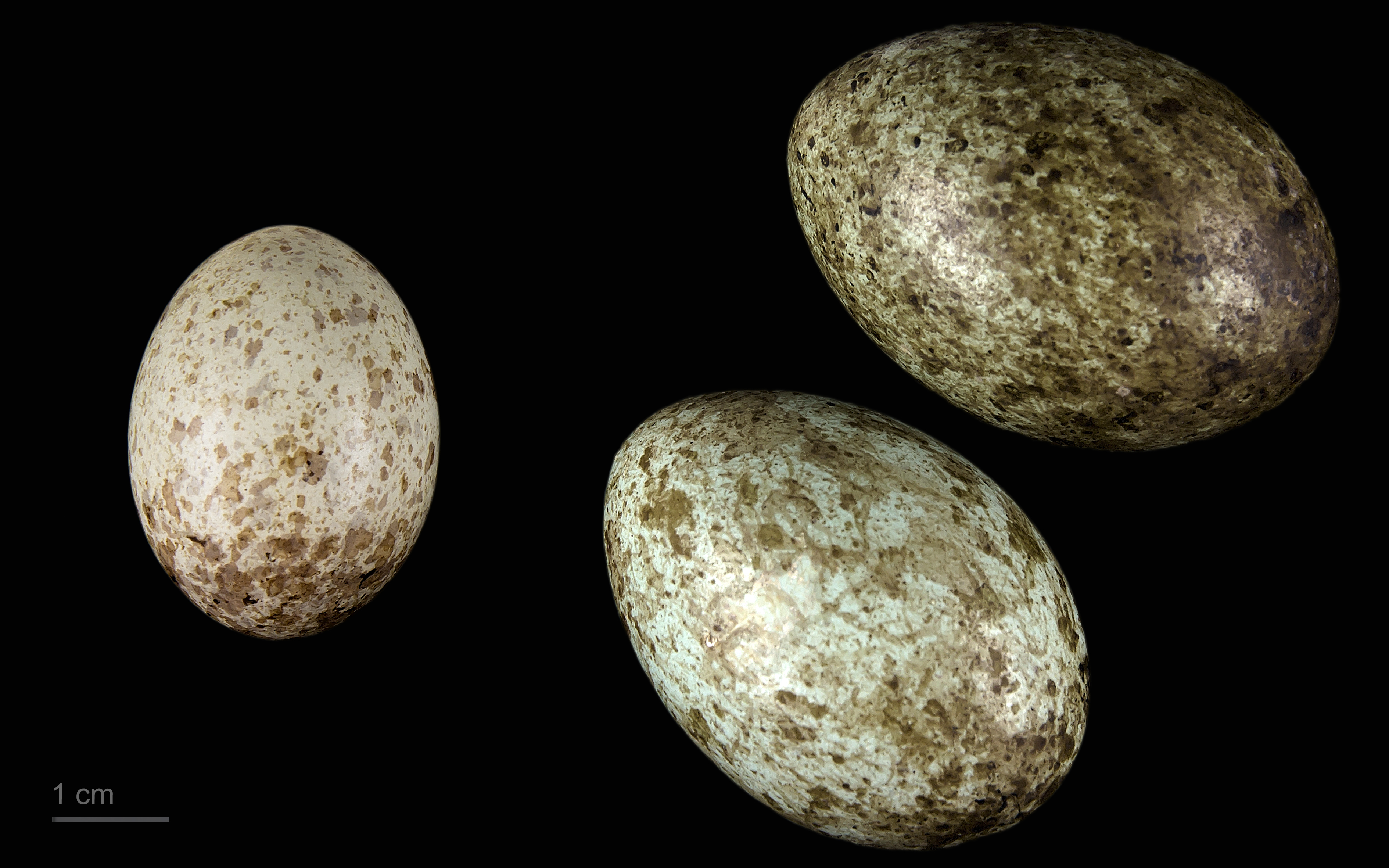
Clamator glandarius + Corvus cornix

کوکوی خالدار (نام علمی: Clamator glandarius) نام یک گونه از تیره کوکوها است.